# Ксилопия ароматная
Ксилопия арома́тная, также негритянский пе́рец, гвине́йский перец (лат. Xylopia aromatica) — южноамериканское растение рода Ксилопия семейства Анноновые (Annonaceae). 
Негритянским или гвинейским перцем называются и семена этого растения, используемые в качестве пряности. Гвинейским перцем иногда также называют африканский (Piper guineense) и мелегетский (Aframomum melegueta) перцы, но эти пряные растения, хотя и обладающие похожим жгучим вкусом, ксилопии ароматной даже не родственны.

## Распространение
Ксилопия ароматная распространена в Южной и Центральной Америке как в диком виде, так и в качестве сельскохозяйственной культуры. Некоторые русскоязычные источники, посвящённые кулинарии и, в частности, пряностям, утверждают, что родина этого растения — Западная и Центральная Африка, а в Америку оно было завезено человеком с целью культивации, однако источники биологической направленности указывают, что родиной ксилопии ароматной является Южная и Центральная Америка и вне этих регионов она не встречается.
Ксилопия ароматная растёт на территории следующих стран: Куба, Тринидад и Тобаго, Коста-Рика, Гондурас, Никарагуа, Панама, Французская Гвиана, Гайана, Суринам, Венесуэла, Бразилия, Боливия, Колумбия, Перу, Парагвай.

## Внешний вид и особенности произрастания

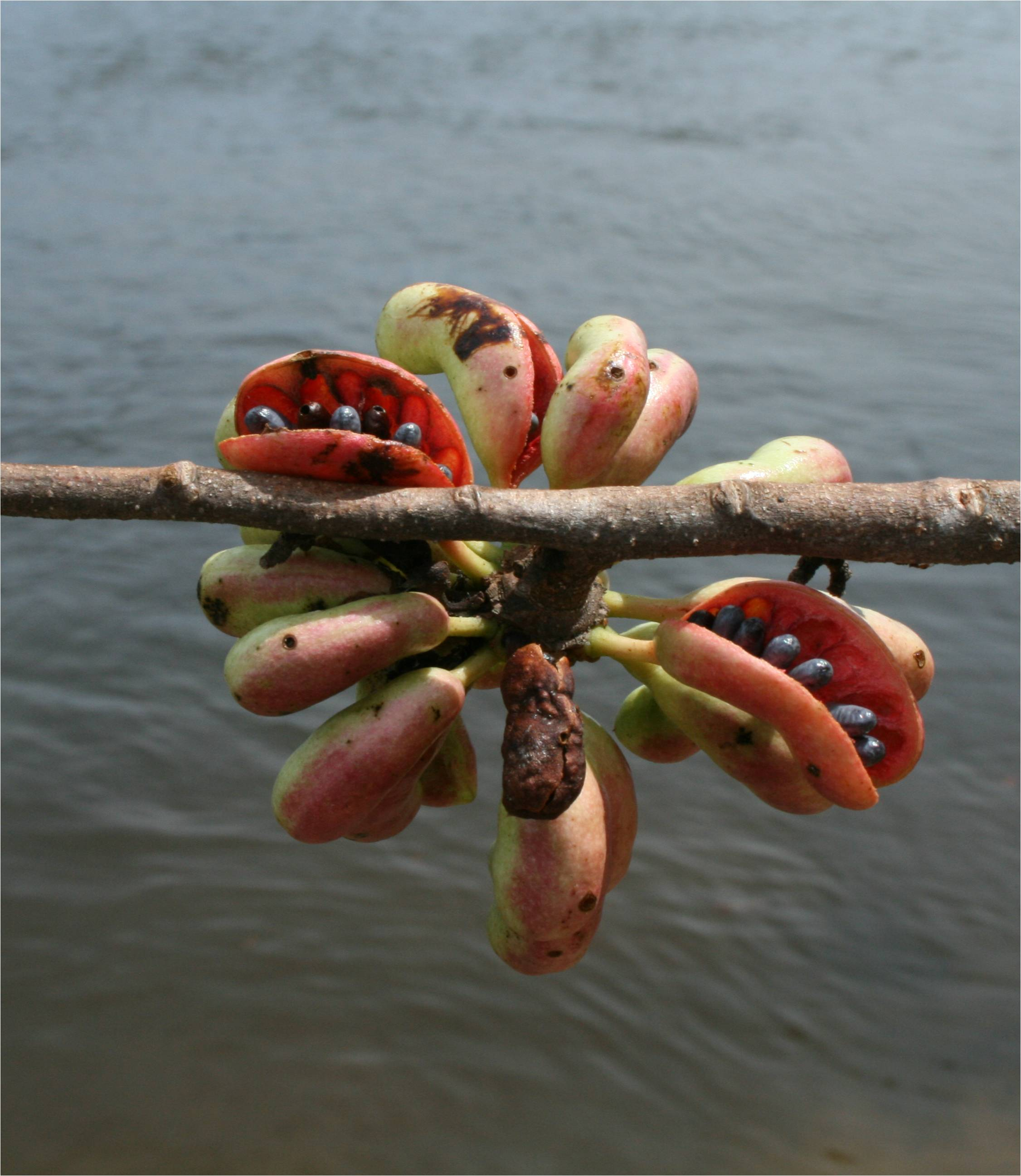
Плоды ксилопии ароматной

Ксилопия ароматная — дерево, растущее в саваннах и влажных лесах тропической зоны. Разные источники указывают высоту дерева от 2,5 до 25 метров.
Листья ланцетные, опушенные снизу, 8—14 см в длину и 2,5—4 см в ширину, черешок 3—6 мм. Цветки одиночные или в парах, имеют по шесть лепестков, наружные в длину имеют 20—25 мм, внутренние лепестки чуть короче.
Плоды удлинённые, при созревании красные, с двумя-четырьмя блестящими продолговатыми семенами, по разным источникам, чёрными или голубыми. Зрелые плоды раскрываются, так что видны семена — это, как и яркий цвет плодов, привлекает птиц; с их помощью растение размножается.

## Применение
Семена ксилопии ароматной используются как пряность. На вкус они жгучие и напоминают чёрный перец, но имеют специфический резкий аромат.
Древесина ксилопии ароматной может использоваться в строительстве и в качестве дров.

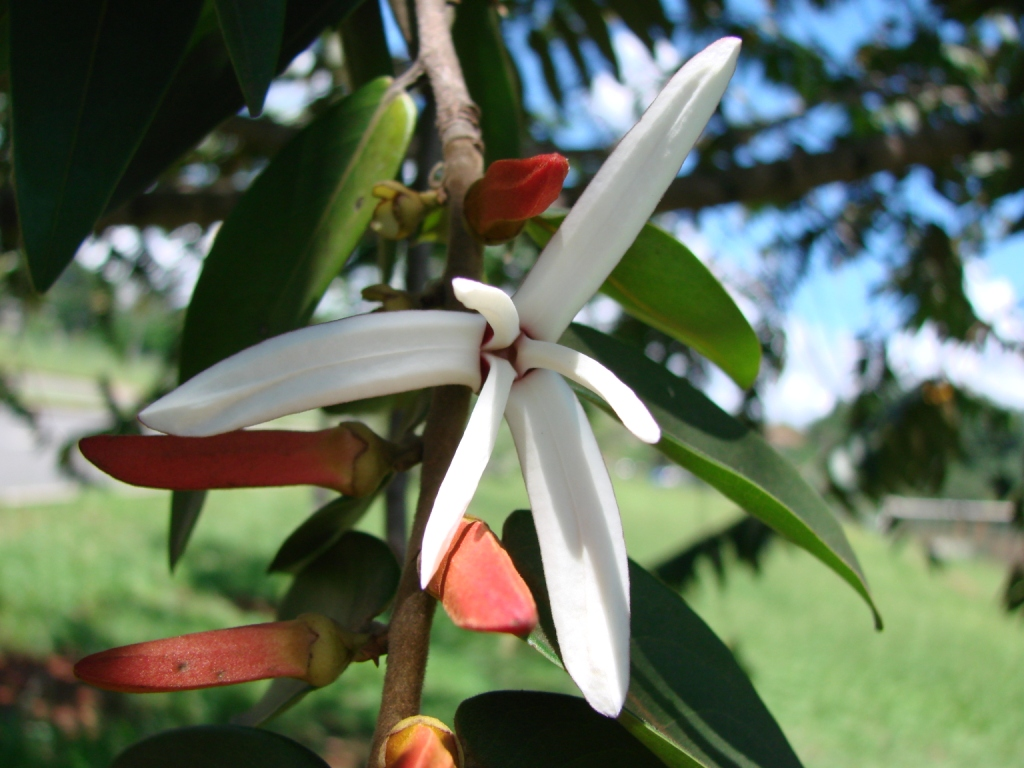
Цветок ксилопии ароматной
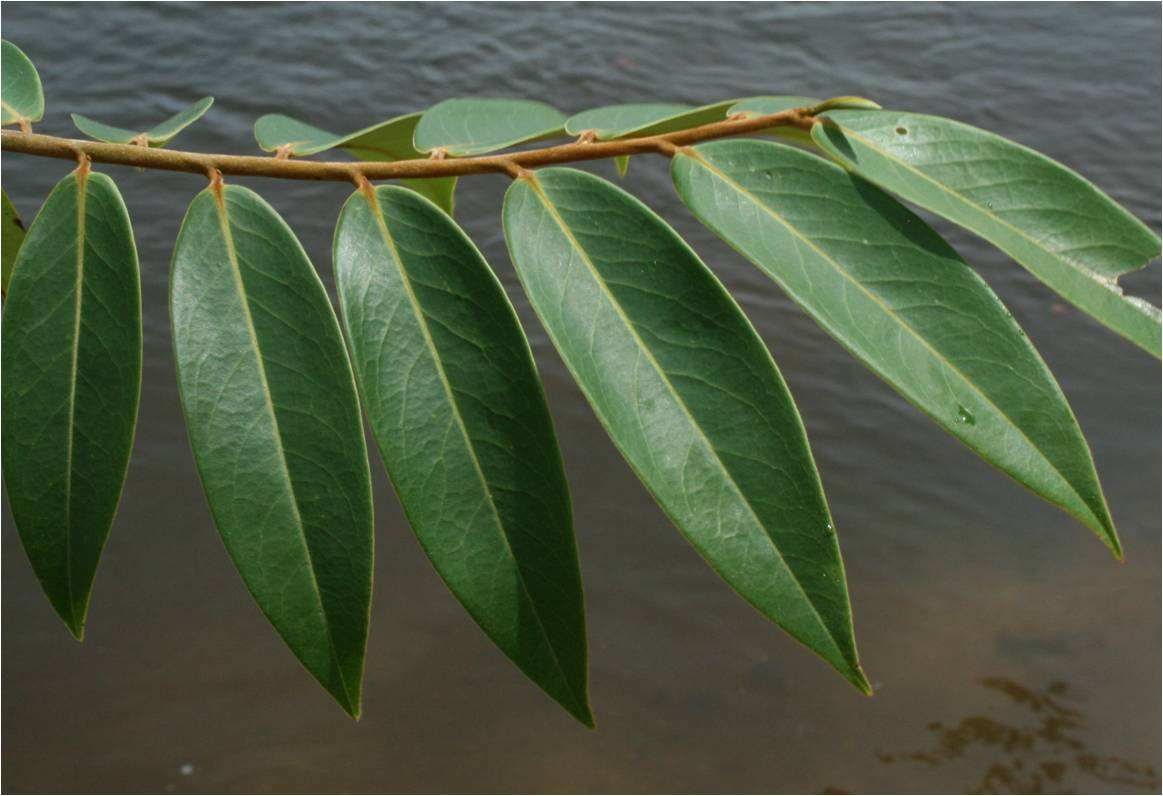
Листья ксилопии ароматной
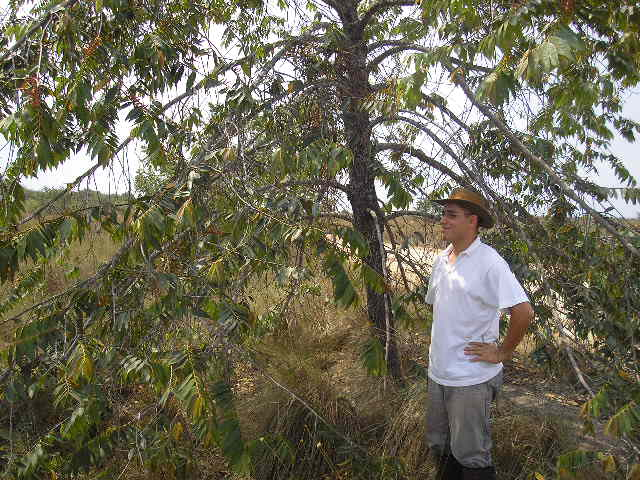